# Embalse Huechún (Melipilla)
El embalse Huechún es una reserva artificial de 270.000 m³ de agua acumulada mediante una presa de tierra ubicada en Melipilla que permite abastecer 20 predios y 200 hectáreas de riego, beneficiando a 80 pequeños productores.